# آن لي (لاعبة كرة مضرب)
آن لي (بالإنجليزية: Ann Li)‏ هي لاعب كرة مضرب صينية، ولدت في 26 يونيو 2000 في ملك بروسيا في الولايات المتحدة.

## وصلات خارجية
- آن لي على موقع رابطة محترفات التنس (الإنجليزية)
- آن لي على موقع الاتحاد الدولي لكرة المضرب (الإنجليزية)
- آن لي على موقع بطولة ويمبلدون (الإنجليزية)
- آن لي على موقع خلاصة التنس.كوم (الإنجليزية)
- آن لي على موقع إي إس بي إن.كوم (الإنجليزية)